# فرودگاه ساندنس
فرودگاه ساندنس (به انگلیسی: Sundance Airpark) یک فرودگاه همگانی بهره‌برداری هوایی با کد یاتا HSD است که یک باند فرود بتن دارد و طول باند آن ۱۵۲۴ متر است. این فرودگاه در شهر اکلاهوما سیتی کشور ایالات متحده آمریکا قرار دارد و در ارتفاع ۳۶۴ متری از سطح دریا واقع شده است.